# Crazy Rich Asians
Crazy Rich Asians es una película estadounidense de drama y comedia romántica de 2018 basada en la novela de Kevin Kwan Locos, ricos y asiáticos. Está producido por Nina Jacobson y Brad Simpson de Color Force y dirigida por Jon M. Chu. La película está protagonizada por Constance Wu, Henry Golding, Gemma Chan, Awkwafina, Nico Santos, Lisa Lu, Ken Jeong y Michelle Yeoh.
Crazy Rich Asians fue lanzada en Estados Unidos el 15 de agosto de 2018 por Warner Bros. Pictures. Es la primera película de un importante estudio de Hollywood que presenta un elenco asiático desde The Joy Luck Club de 1993. La película ha recaudado más de $211 millones en todo el mundo y recibió críticas positivas de los críticos, que elogiaron las actuaciones y el diseño de producción.

## Argumento
Nick Young y su novia Rachel Chu, una estadounidense, profesora de economía en la Universidad de Nueva York, viajan a Singapur para la boda del mejor amigo de él, Colin, que se va a casar con Araminta.
En Singapur, Rachel visita a su amiga de la universidad, Peik Lin, y su familia, quienes quedan boquiabiertos cuando ella les dice que está saliendo con Nick Young, cuya familia es inmensamente rica y famosa, y son miembros de la alta sociedad. En una fiesta de cena en la residencia Young, Nick presenta a Rachel a su autoritaria madre Eleanor, que no está contenta con la relación de su hijo; mientras que la prima Astrid descubre que su esposo Michael, de origen más humilde que los Young, le ha estado siendo infiel.
Rachel asiste a la despedida de soltera de Araminta, donde conoce a Amanda, quien le revela que es la exnovia de Nick y señala a Rachel que no podrá ser capaz de integrarse en una familia de clase alta viniendo de una familia humilde. Rachel encuentra su habitación de hotel vandalizada por las otras chicas, que la consideran una cazafortunas, y es consolada por Astrid. 
Mientras, Nick asiste a la despedida de soltero de Colin, donde le revela su plan para proponerle matrimonio a Rachel. Colin expresa su preocupación sobre el problema que les causará, especialmente con respecto a que Nick deberá quedarse en Singapur a dirigir la corporación de su familia y Rachel ama su empleo en Nueva York; así como las diferencias en sus estatus. 
Nick se disculpa por no decirle a Rachel quién era realmente, y la lleva a hacer empanadillas de jiaozi con su familia. Allí, Eleanor cuenta los sacrificios que ha hecho para ser parte de la familia Young, y le hace comentarios negativos a Rachel por su historial estadounidense. Más tarde, Eleanor le cuenta en privado a Rachel cómo el padre de Nick tuvo que lanzar su propio anillo verde para proponerle matrimonio, ya que la abuela de Nick se negó a darle el anillo familiar, debido a que Eleanor no era la primera ni incluso la segunda opción. Ella le dice a Rachel que jamás será suficiente para Nick o su familia. Peik Lin convence a Rachel de enfrentarse a Eleanor y ganarse su respeto. 
El día de la boda de Araminta y Colin, Astrid habla con su marido Michael porque sabe de su aventura; pero él la culpa de su infelicidad y de la gran disparidad financiera entre ellos. 
Durante la recepción posterior a la boda, la madre y la abuela de Nick hablan en privado a Rachel y a Nick. Eleanor revela los hallazgos de un detective privado que contrató: el padre de Rachel está vivo, y Rachel fue concebida a través de una aventura adúltera después de que su madre, Kerry, abandonara a su esposo y huyera a los Estados Unidos. Abuela y madre exigen a Nick que se aleje de Rachel por temor a que se produzca un escándalo, debido a que ellos no pueden estar vinculados a tal familia. Rachel se queda pasmada, pues su madre le había dicho que su padre estaba muerto. Ella huye y se queda en casa de su amiga Peik Lin, deprimida y reacia a hablar con Nick. La madre de Rachel, Kerry, se presenta en Singapur y se sincera con su hija: su marido era un hombre abusivo, y el consuelo que le dio un viejo compañero de trabajo terminó convirtiéndose en amor y un embarazo sorpresa. Ella huyó con Rachel siendo bebé por miedo a que su marido las asesinara. Kerry revela que Nick la llamó a Singapur, y convence a Rachel que hable con él para enmendar las cosas. Cuando se reúnen, Nick se disculpa y le pide matrimonio a Rachel, diciendo que está dispuesto a dejar a su familia y estar con ella. 
Rachel hace arreglos para ver a Eleanor en un salón de Mahjong. En un juego de mahgong, le revela a Eleanor que ha rechazado la propuesta de matrimonio de Nick para que su relación con su familia no se arruine, y que recuerde que en el futuro, si Nick se casa con alguien que sea "suficiente" para Eleanor, será por obra del acto desinteresado de Rachel, a la que Eleanor desprecia.
Rachel se va del salón con su madre, Kerry, quien mira a Eleanor mientras salen.
Mientras tanto, Astrid se muda, diciéndole a Michael que su ego, sus inseguridades y su renuncia a hacer que su matrimonio funcione, causó que fallara.
En otra parte, Eleanor tiene una reunión con Nick, emocionalmente afectada por su conversación con Rachel.
Rachel y Kerry abordan un vuelo de regreso a Nueva York, pero son interrumpidas por Nick, que se declara con el anillo verde de Eleanor, revelando su bendición. Entre lágrimas, Rachel acepta y se quedan en Singapur una noche más para una fiesta de compromiso, donde Eleanor asiente con la cabeza en señal de que Rachel finalmente se ha ganado su respeto.
En una escena entre créditos, Astrid y su exnovio Charlie Wu se ven el uno al otro; ella sonríe discretamente.

## Elenco y personajes
| - Constance Wu como Rachel Chu / Novia de Nick. - Henry Golding como Nick Young. - Gemma Chan como Astrid Leong-Teo / Prima de Nick. - Awkwafina como Goh Peik Lin / Amiga de Rachel. - Lisa Lu como Shang Su Yi / Abuela de Nick. - Ken Jeong como Goh Wye Mun / Papa de Peik Lin. - Michelle Yeoh como Eleanor Sung-Young / Madre de Nick. - Nico Santos como Oliver T'sien. - Ronny Chieng como Eddie Cheng / Primo de Nick. - Victoria Loke como Fiona Tung-Cheng / Esposa de Eddie. - Remy Hii como Alistair Cheng / Primo de Nick. - Selena Tan como Alexandra 'Alix' Young-Cheng / Tia de Nick. | - Janice Koh como Felicity Young-Leong / Tia de Nick/ mamá de Astrid. - Tan Kheng Hua como Kerry Chu / Mamá de Rachel. - Koh Chieng Mun - Chris Pang como Colin Khoo / Mejor amigo de Nick. - Sonoya Mizuno como Araminta Lee / Novia de Colin. - Jimmy O. Yang como Bernard Tai. - Jing Lusi como Amanda «Mandy» Ling. - Pierre Png como Michael Teo / Esposo de Astrid. - Fiona Xie como Kitty Pong. - Amy Cheng como Jacqueline Ling. - Kris Aquino como Princess Intan. - Carmen Soo como Francesca. - Harry Shum, Jr. como Charlie Wu. |

## Producción
Kevin Kwan publicó su novela cómica Crazy Rich Asians el 11 de junio de 2013. En agosto de 2014, la productora Nina Jacobson adquirió los derechos para adaptar la novela a una película. Jacobson y su compañero Brad Simpson intentaron producir bajo su empresa productora Color Force con Bryan Unkeless desarrollando el proyecto. Su objetivo era producir la adaptación de la película fuera del sistema de estudio y estructurar la financiación para el desarrollo y la producción de Asia y otros territorios fuera de los Estados Unidos. En 2014, el grupo asiático de inversión cinematográfica estadounidense Ivanhoe Pictures se asoció con Jacobson para financiar y producir Crazy Rich Asians.
El director Jon M. Chu entabló negociaciones con Color Force e Ivanhoe Pictures en mayo de 2016 para dirigir la adaptación cinematográfica. Fue contratado como director después de dar a los ejecutivos una presentación visual sobre su experiencia como asiático-estadounidense de primera generación. Los guionistas Adele Lim y Peter Chiarelli escribieron el guion. En octubre, Warner Bros. Pictures adquirió el proyecto después de lo que Variety llamó una guerra de ofertas «acaloradas». Según los informes, Netflix buscó fervientemente los derechos mundiales al proyecto, ofreciendo «por adelantado la libertad artística, que se desarrolle una trilogía y enormes días de pago mínimos de siete cifras para cada parte interesada». Sin embargo, Chu y compañía querían un gran lanzamiento en cines.
En marzo de 2017, Michelle Yeoh se unió como Eleanor Young, la madre de Nick.
La producción estaba programada para comenzar en abril de 2017 en Singapur y Malasia. El 18 de abril de 2017, Kris Aquino fue elegida para un cameo. El 12 de mayo, se anunció que Ken Jeong se había unido al elenco.
La fotografía principal comenzó el 24 de abril de 2017. La película fue filmada en Kuala Lumpur y Penang, Malasia y en Singapur.

## Lanzamiento
Crazy Rich Asians se estrenó en cines el 15 de agosto de 2018, después de haber sido anunciado para su lanzamiento el 17 de agosto. La película se estrenó el 7 de agosto de 2018 en el TCL Chinese Theatre de Los Ángeles.

## Recepción
En Rotten Tomatoes, la película tiene una calificación de aprobación del 92% con base a 270 reseñas, con un promedio de 7.6/10. El consenso crítico del sitio web dice, «Con un reparto excelente y un exceso de deslumbramiento visual, Crazy Rich Asians da un paso satisfactorio hacia adelante en la representación de pantalla mientras que se inspira hábilmente en la clásica -- y todavía efectiva -- fórmula de comedia romántica». En Metacritic, que asigna una calificación normalizada a las reseñas, la película tiene un puntaje promedio ponderado de 74 sobre 100, basado en 50 críticas, lo que indica «reseñas generalmente favorables». Las audiencias encuestadas por CinemaScore le dieron a la película una calificación promedio de «A» en una escala de A+ a F, mientras que PostTrak informó que los espectadores le dieron un 85% de puntaje positivo y un 65% de «recomendación definitiva».

## Adaptación Musical
El 17 de abril de 2024 fue anunciado que la película esta en proceso para convertirse en un musical con Jon M. Chu como director, libro de Leah Nanako Winkler, música de Helen Park, y letras de Amanda Green y Tat Tong.